# Maxvachonia
Maxvachonia ist eine Gattung der Spulwürmer mit sechs Arten.

## Merkmale
Maxvachonia ist in der Morphologie insoweit besonders, als die Männchen die typischen Merkmale der Cosmocercidae aufweisen, bei den Weibchen dagegen einige abweichende Merkmale aufweisen, die sie eher zu den Seuratoidea, insbesondere den Skrjabinalaziinae, rücken.
Der Ösophagus hat einen deutlichen Bulbus. Weibchen haben einen sehr langen Schwanz, die Vulva liegt vor oder wenig hinter der Körpermitte. Die Eier sind an einer Seite mit einem kleinen Nippel besetzt. Männchen haben schlanke und kurze Spicula. Das Gubernaculum ist kräftig und für gewöhnlich mit deutlichen seitlichen Fortsätzen ausgestattet.

## Systematik
Zur Gattung gehören folgende Arten:
- Maxvachonia adamsoni Moravec & Sey, 1990
- Maxvachonia brygooi Mawson, 1972
- Maxvachonia chabaudi Mawson, 1972
- Maxvachonia dimorpha Chabaud & Brygoo, 1960
- Maxvachonia ewersi Mawson, 1972
- Maxvachonia flindersi Johnston & Mawson, 1941